# Opiesin (powiat zduńskowolski)
Opiesin – wieś w Polsce położona w województwie łódzkim, w powiecie zduńskowolskim, w gminie Zduńska Wola.
W latach 1975–1998 miejscowość należała administracyjnie do województwa sieradzkiego.
Według danych z 2011 roku w tym czasie miejscowość zamieszkiwało 498 osób. 